# Translocation (biophysique)
En biophysique, la translocation désigne le processus de transfert d'une macromolécule à travers un nanopore. Elle intervient dans l'adressage des protéines.
Ce phénomène a été longuement étudié théoriquement à partir de l'étude du confinement induit par la présence du pore. Ce confinement diminue fortement l'entropie (thermodynamique) de la macromolécule dans le pore, et augmente par conséquent son énergie libre. Le pore agit alors comme une "barrière entropique" pour la macromolécule.
Par exemple, ce phénomène intervient lorsque des protéines (par exemple l'ARNm, ou les histones) traversent les pores nucléaires des cellules eucaryotes, les polypeptides traversant la membrane du réticulum endoplasmique par un translocon, ou encore l'injection d’ADN par un bactériophage dans une cellule hôte.